# Манник Михайло Данилович
Михайло Данилович Манник (13 червня 1908, село Корніївка Таврійської губернії, тепер Мелітопольського району Запорізької області — 14 липня 1983, місто Павлоградка Павлоградського району Омської області, тепер Російська Федерація) — радянський діяч, комбайнер Павлоградської і Сем'янівської МТС Павлоградського району Омської області. Депутат Верховної ради СРСР 1-го скликання. Герой Соціалістичної Праці (5.04.1951).

## Біографія
Народився в бідній українській селянській родині. У 1908 році разом із родиною переїхав до Сибіру. Батько загинув під час Першої світової війни.
З дитячих років Михайло Манник пас худобу в селі Тавричанці, наймитував, працював у сільському господарстві. У 1924 році вступив до комсомолу.
У 1929 році був одним із засновників колгоспу «Українка-Станіславка». З 1930 року навчався на курсах трактористів, працював трактористом у товаристві із спільної обробки землі в селі Ярмокліївка Павлогорадського району Омської області та в Павлоградській машинно-тракторній станції (МТС) Павлоградського району Омської області.
У 1935 році закінчив курси комбайнерів в Омську та почав працювати комбайнером та бригадиром тракторної бригади в Павлоградській МТС Павлоградського району Омської області. Одним з перших в Омській області працював на зчепі двох, а потім трьох комбайнів.
У 1937 році став кандидатом у члени ВКП(б). Член ВКП(б) з 1939 року.
Вступив до Омського сільськогосподарського технікуму, але в 1941 році навчання перервала німецько-радянська війна. З третього курсу Манника відкликали в Павлоградський район і в 1943 року призначили директором Сем'янівської машинно-тракторної станції Павлоградського району Омської області.
З 1947 року — комбайнер Сем'янівській МТС Омської області. У 1950 році намолотив у зчепі двох комбайнів «Сталінець-6» із зібраної ним площі за 35 робочих днів 12947 центнерів зернових та олійних культур. Указом Президії Верховної Ради СРСР від 5 квітня 1951 року за досягнення у 1950 році високих показників на збиранні та обмолоті зернових та олійних культур і насіння трав Маннику Михайлу Даниловичу присвоєно звання Героя Соціалістичної Праці з врученням ордена Леніна та золотої медалі «Серп і Молот».
Загалом за 35 років роботи комбайнером зібрав 50 799 гектарів хлібів та намолотив 18 750 тонн зерна. Написав автобіографічну книгу «Всхожие зерна» (Омськ, 1979).
Потім — на пенсії в Павлоградському районі Омської області. Помер 14 липня 1983 року.

## Нагороди
- Герой Соціалістичної Праці (5.04.1951)
- два ордени Леніна (5.04.1951, 11.01.1957)
- орден Трудового Червоного Прапора (13.12.1935)
- медаль «За трудову доблесть» (18.04.1952)
- 5 медалей Виставки досягнення народного господарства СРСР
- медалі